# Teàgenes de Tebes
Teàgenes de Tebes (en llatí Theagenes, grec antic: Θεαγένης) fou un general tebà.
Era el general que va dirigir els tebans a la batalla de Queronea el 338 aC. Deinarc d'Atenes diu que va trair als seus i va cooperar amb els macedonis, però en canvi Plutarc diu que va morir lluitant en aquesta batalla.